# DFB-Pokal der Frauen 1985-1986
La DFB-Pokal der Frauen 1985-1986 è stata la 6ª edizione della Coppa di Germania riservata alle squadre di calcio femminile. La finale si è svolta all'Olympiastadion di Berlino ed è stata vinta dal TSV Siegen, al suo primo titolo nel torneo, superando le avversarie del SSG Bergisch Gladbach con il risultato di 2-0.

## Primo Turno
Le gare si sono svolte dal 31 agosto al 1 settembre 1985.
| Squadra 1             | Risultato   | Squadra 2              |
| --------------------- | ----------- | ---------------------- |
| KBC Duisburg          | 6 - 0       | Schmalfelder SV        |
| SSG Bergisch Gladbach | 1 - 0       | Eintracht Wolfsburg    |
| Neustadt Bremen       | 0 - 4       | TSV Siegen             |
| Meteor 06             | 0 - 0 (dts) | Lorbeer Rothenburgsort |
| SV Flörsheim          | 2 - 3 (dts) | Klinge Seckach         |
| Saarbrücken           | 0 - 4       | Bayern Monaco          |
| Niederkirchen         | 7 - 0       | SV Oberteuringen       |
| TuS Binzen            | 0 - 4       | Bad Neuenahr           |

### Replay
| Squadra 1              | Risultato | Squadra 2 |
| ---------------------- | --------- | --------- |
| Lorbeer Rothenburgsort | 1 - 0     | Meteor 06 |

## Quarti di finale
Le gare si sono svolte tra il 19 e 20 ottobre 1985.
| Squadra 1              | Risultato | Squadra 2             |
| ---------------------- | --------- | --------------------- |
| TSV Siegen             | 5 - 0     | KBC Duisburg          |
| Bayern Monaco          | 5 - 0     | Klinge Seckach        |
| Niederkirchen          | 2 - 4     | Bad Neuenahr          |
| Lorbeer Rothenburgsort | 0 - 4     | SSG Bergisch Gladbach |

## Semifinali
Le gare si sono svolte tra il 29 e 31 marzo 1986.
| Squadra 1     | Risultato | Squadra 2             |
| ------------- | --------- | --------------------- |
| Bad Neuenahr  | 0 - 3     | TSV Siegen            |
| Bayern Monaco | 0 - 5     | SSG Bergisch Gladbach |

## Finale
| Arbitro: | Günter Wiesel (Ottbergen) |

|                               |           |  |
| Chaladyniak 37’ Fischbach 66’ | Marcatori |  |